# Olga Šilhánová
Olga Šilhánová   (Vysoké nad Jizerou, 21 de desembre de 1920 - Praga, 27 d'agost de 1986) va ser una gimnasta artística txecoslovaca que va competir durant la dècada de 1940.
El 1948 va prendre part en els Jocs Olímpics de Londres, on guanyà la medalla d'or en la competició del concurs complet per equips del programa de gimnàstica.